# Novembre 1911

## Événements
- 1er novembre : le pilote italien Giulio Gavotti largue en Tripolitaine une bombe de son avion dans le cadre de la guerre italo-turque. Il s'agit du premier bombardement de l'histoire par un avion.
- 3 novembre : cabinet Karl von Stürgkh en Autriche.

- 4 novembre : 
  - Le Cameroun s’étend vers le Congo et l’Oubangui à la suite des accords d’Agadir entre l’Allemagne et la France.
  - Régence de Tripoli : l'armée ottomane est vaincue par l'Italie.
  - Convention franco-allemande réglant la seconde crise marocaine, les Allemands obtenant pour leur retrait du Maroc une compensation au Congo, les Français récupèrent le Bec de Canard au Tchad.

- 4 et 30 novembre, Chine : les républicains réussissent à gagner Shanghai et Nankin où ils établissent leur capitale.

- 5 novembre : l’Italie proclame sa souveraineté sur la Tripolitaine et la Cyrénaïque.
  - De nombreux Italiens sont expulsés de l’Empire ottoman (70 000 vivent alors à Constantinople, Smyrne ou Beyrouth).

- 7 novembre : affaire du Djellaz en Tunisie suivie de la loi martiale jusqu'en 1921.

- 11 novembre[1] : ultimatum russe au majlis d'Iran avec l'accord britannique pour exiger le renvoi du trésorier général Morgan Shuster.

- 15 novembre : ouverture de la 12e législature du Canada.

- 25 novembre : Zapata lance son plan de Ayala, deuxième manifeste révolutionnaire très critique à l’égard de Madero et annonce l’intention des paysans de s’emparer des terres dont ils ont été dépossédés. Zapata reprend la lutte contre l’armée fédérale. L’agitation atteint les milieux ouvriers.

- 27 novembre : Coupe Vanderbilt

- 30 novembre : Grand Prix automobile des États-Unis.

## Naissances
- 1er novembre : 
  - Henri Troyat, (Lev Aslanovitch Tarassov dit), écrivain français d'origine russe († 2 mars 2007).
  - Sonja Ferlov, sculptrice danoise († 17 décembre 1984).
- 2 novembre : Odysséas Elýtis, poète grec († 18 mars 1996).
- 11 novembre : 
  - Roberto Matta, peintre chilien surréaliste († 23 novembre 2002).
- 19 novembre : Georges Thomas, super centenaire français et doyen masculin de France († 1er juin 2024).
- 25 novembre :
  - Willy Anthoons, sculpteur belge († 17 décembre 1982).
  - Roelof Frankot, peintre néerlandais († 1er décembre 1984).
- 26 novembre :
  - Savino Guglielmetti, gymnaste italien († 23 janvier 2006).
  - Samuel Reshevsky, grand maître des échecs, journaliste et écrivain américain († 4 avril 1992).
  - Raymond Scheyven, homme politique belge († 17 janvier 1987).
  - Robert Marchand, cycliste centenaire français († 22 mai 2021).
- 30 novembre : Boris Taslitzky, peintre français († 9 décembre 2005).

## Décès
- 26 novembre : Paul Lafargue, écrivain et homme politique français (° 1842).